# Nationella insatsstyrkan
Nationella insatsstyrkan (NI) (deutsch: Nationale Einsatzkräfte) sind die landesweit operierenden Spezialkräfte der schwedischen Polizei.

## Geschichte
Die Geschichte der schwedischen Spezialeinheiten geht auf das 19. Jahrhundert zurück. Schon 1887 wurde in Stockholm die erste Einheit der schnellen schwedischen Bereitschaftspolizei, die in Schweden zwischen 1979 und 2015 Piketen genannt wurde, aufgestellt. Die Bereitschaftspolizei verfügte bereits 1939 über ein Packard, ein Kraftfahrzeug, das mit einem Funkgerät ausgestattet war. Durch seine technische Ausrüstung war es das damals modernste Polizeiauto Europas. Seit 2015 bestehen die Einheiten der Insatspolisen.
Vor dem Hintergrund rund um die Ermordung des schwedischen Ministerpräsidenten Olof Palme am 28. Februar 1986 änderte sich die schwedische Polizeipolitik: die Gefahr von Anschlägen rückte ins öffentliche Bewusstsein der Schweden. Zwei staatliche Kommissionen beschäftigten sich mit Anti-Terror-Maßnahmen, die Empfehlungen an die Regierung gaben. 1990 wurde daraufhin als landesweite Anti-Terror-Einheit, die Nationella insatsstyrkan (NI) ins Leben gerufen.

## Aufgaben
In die Zuständigkeit der NI fallen vor allem Anti-Terror-Einsätze und die Bekämpfung der organisierten Kriminalität sowie Geiselbefreiungen. Die Kräfte werden auch zur Intervention gegen bewaffnete Personen, bei verschärften Raubüberfällen, Aufklärung in unzugänglichem Gelände, bei den Vorbereitungen auf Staatsbesuche, Verhandlungen bei Geiselnahmen und im Personenschutz eingesetzt. Nationella insatsstyrkan kooperieren in Ausbildung und Taktik mit dem Schwedischen Militär und den Schwedischen Spezial-Einsatzkräften (SEKs in verschiedenen Teilen Schwedens). Auf der SIB-Anlage in Stora Sätra und der Polizeihochschule (Polishögskolan) in Solna bei Stockholm werden die Polizisten ausgebildet.

## Organisation
NI kann im ganzen Land eingesetzt werden, bei Situationen, die über die reguläre Arbeit der lokalen Polizei hinausgehen oder wenn Polizeikräfte mit einschlägiger Erfahrung gefragt sind.
NI gehört zur nationalen Polizei Schwedens. Knapp 60 Polizisten gehören dem Einsatzkommando an. Zusätzlich gibt es einen Stab von erfahrenen Polizisten als Leitung im Hintergrund. Zur Einheit gehören alle Polizei-Präzisionsschützen in Schweden.
Der Chef der Nationella insatsstyrkan ist Marie Jarnerus (seit Februar 2010, davor Bertil Olofsson).
Derzeit unterteilt sich NI in folgende Divisionen:
1. Alpha
2. Bravo
3. Charlie
4. Delta
5. Echo
6. Fox (Präzisionsschützen)
7. Golf (Präzisionsschützen)
8. Hotel (Fahrer)

NI wurde und wird auch im Ausland zur Durchsetzung schwedischer Interessen und Evakuierung von eigenen Staatsbürgern eingesetzt.

## Ausstattung
Neben einer Reihe von Transportmitteln (Fahrzeuge, Boote und Helikopter) steht NI eine Reihe Waffen zur Verfügung. Die Hauptwaffen sind die Heckler & Koch MP5, LWRC M6 und die Pistole SIG Sauer P226.

## Einsätze
- 2006 evakuierten NI-Spezialisten schwedische Staatsbürger aus dem Krisengebiet im Libanon.
- NI-Angehörige wirkten beratend bei der Ausbildung der Einheit Special Team Six im Kosovo.

## Kooperationen
NI ist Teil des europäischen Atlas-Verbundes.